# Phenylengruppe

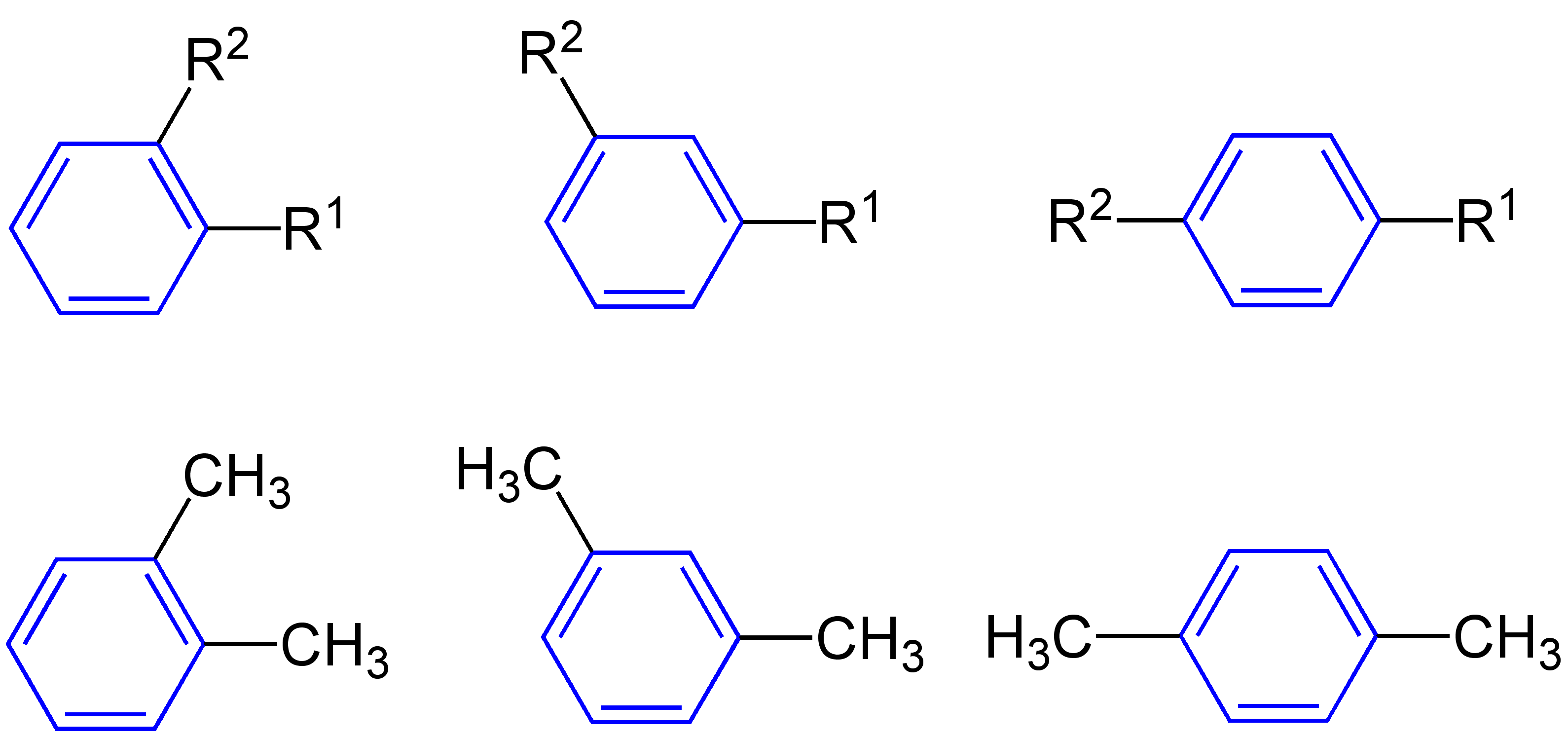
Verbindungen mit einer Phenylengruppe (blau) mit R^{1}, R^{2} = Organylgruppe (Alkylgruppe, Arylgruppe, Acylgruppe etc.), Halogen, Hydroxy-Rest, Metall etc., ortho-Phenylengruppe, meta-Phenylengruppe, para-Phenylengruppe, ortho-Xylol, meta-Xylol, para-Xylol (von links oben nach rechts unten).

Als Phenylengruppe, auch Phenylen-Rest,  bezeichnet man in der organischen Chemie eine Phenylgruppe, die zweifach gebunden ist, also die Atomgruppe –C6H4–. Beispiele für Verbindungen mit einer Phenylengruppe als Strukturmotiv sind ortho-, meta- und para-Xylol, ortho-, meta- und para-Phenylendiamin, ortho-, meta- und para-Hydroxybenzoesäure sowie Phthalsäure und Phthalsäureanhydrid.
Die Phenylengruppe sollte nicht mit der Phenylgruppe (–C6H5), der Benzylgruppe (–CH2Ph) oder der Benzoylgruppe (–C(O)Ph) verwechselt werden.
Ein Beispiel für ein im Alltag wichtiges Molekül mit einer Phenylengruppe ist die Acetylsalicylsäure (ASS), ein Arzneistoff.